# 해리 플리어
해리 플리어(Harry Fleer, 1916년 3월 26일 ~ 1994년 10월 14일)는 미국의 배우, 텔레비전 배우이다.
퀸시에서 태어났으며 우들랜드힐스에서 사망하였다.

## 영화
- 리틀 자이언트 (1994년)
- 렉킹 크류 (1969년)
- 내 사랑 비비 (1965년)
- 비바 라스베가스 (1964년)
- 충격의 복도 (1963년)
- 아틀란티스, 사라진 땅 (1961년)
- 서부의 파라딘 (1957년)
- 페리 메이슨 (1957년)